# エア・カナダ189便離陸失敗事故
エア・カナダ189便離陸失敗事故（エア・カナダ189びんりりくしっぱいじこ）は、1978年6月26日に発生した航空事故である。
トロント国際空港発ウィニペグ国際空港行きだった、エア・カナダ189便（マクドネル・ダグラス DC-9-32）が、トロント国際空港からの離陸時にタイヤが破損し離陸の中止を行ったが、滑走路をオーバーランした。乗員乗客107人中2人が死亡した。

## 事故の経緯
189便は8時08分に滑走路23Lからの離陸を許可された。離陸滑走開始から46秒後、145ノット (269 km/h)で滑走中に破裂音と大きな振動が起きた。第2エンジンのRPMが減少し始め、「unsafe gear」の警告灯が点灯した。その時点で滑走路の残りは4,000フィート (1,200 m)ほどであった。副操縦士は、「右のギアが破損した（Gear is unsafe, right gear）」と言い、機長は149ノット (276 km/h)の時点で離陸を中止した。スポイラーを展開し、逆噴射装置も作動させた。2.5秒後、一度スポイラーが格納され機長は再び展開したが、4.5秒後に再び格納された。機体は滑走路で停止せず、滑走路端でまだ70ノット (130 km/h)ほどの速度が出ていた。600mほど走行し、エトビコーク川の川岸で停止した。機体は3つに分断され、燃料タンクも損傷したが火災は発生しなかった。事故の一部始終は、空港の南を通るハイウェイ401号線からも確認できた。この事故で2人の乗客が死亡し、乗員乗客105人全員が負傷した。

## 事故調査
事故調査の結果、3番のタイヤが破裂し右側の「ダウン・アンド・ロック」スイッチに損傷を与えたため、コックピットで警報が作動した。また、破片が第2エンジンに吸い込まれ、停止制動中に逆噴射が行えなくなった。また、RTO手順では即座にブレーキを踏み、最大制動をかけるように推奨はしていなかった。警告灯が点灯してから、機長が離陸中止を決定するまで、4秒かかっている。点灯後、即時に中止していれば事故を防げた可能性もあった 。調査官は、緊急制動の訓練レベルにも問題があると述べた。
事故後、タイヤの検査をより詳細に行うよう推奨された。滑走路の先に川岸があることは疑問視されたが、対策は行われなかった。27年後の2005年には、エールフランス358便が着陸時にオーバーランし、189便とほぼ同様の場所で大破した。

## 事故後
航空業界では、一般的に事故を起こした便名の使用を止めるが、エア・カナダは事故後もオタワ-バンクーバー線で189便という便名を数年間使用し続けた。